# Lopo Gil Rebelo
Lopo Gil Rebelo foi um nobre do Reino de Portugal, onde foi escudeiro real nos lugares de Guimarães e da Queimada, com confirmação dada pelo rei D. Afonso V de Portugal em 12 de junho de 1439.

## Relações familiares
Filho de Gil Gonçalves Rebelo e casado com Inês Rodrigues de Carvalho, filha de João Rodrigues de Carvalho e de Senhorinha Martins, com quem teve:
1. Diogo Lopes Rebelo.